# Roald Jensen
Roald ("Kniksen") Jensen (Eidsvågneset, 11 januari 1943 – Bergen, 6 oktober 1987) was een Noors voetballer. Hij wordt als een van de beste Noorse voetballers aller tijden gezien. Jensen speelde voor SK Brann in Noorwegen, en voor Hearts in Schotland. Tijdens zijn opleiding bij SK Brann in 1987 overleed hij aan een hartaanval.

## Carrière
Jensen maakte op 17-jarige leeftijd zijn debuut voor SK Brann. Nog datzelfde jaar maakte hij ook zijn debuut voor het nationale team. Jensen speelde op een manier, die nog niet in Noorwegen was gezien. Zijn ongelofelijke balcontrole, nauwkeurige schoten en passen hielpen mee aan het eerste landskampioenschap van Brann in 1962. Brann zou het succes herhalen, en pakte de liga datzelfde jaar weer. Jensen werd de grootste Noorse voetballer van zijn tijd. Samen met zijn goede vriend en teamgenoot hielp hij Brann het Noorse voetbal overheersen. In totaal speelde hij 224 wedstrijden voor Brann, en maakte 170 doelpunten voor de ploeg uit Bergen.
Jensen werd in 1965 verkocht aan Hearts, en bleef daar tot 1971. Zijn carrière werd geteisterd door blessures, maar Jensen speelde toch nog 170 wedstrijden voor Hearts, en liet 31 doelpunten noteren.
Roald Jensen wordt vandaag de dag beschouwd als de grootste speler die ooit voor Brann heeft gevoetbald.

## De Kniksenprijs
Als herinnering aan Jensen wordt een jaarlijkse toekenning verspreid aan Noorse voetbalspelers, de zogenaamde Kniksenprijzen. De toekenning wordt uitgedeeld aan de beste doelman, verdediger, middenvelder, aanvaller, trainer, en scheidsrechter in de Noorse Eerste Liga, Er wordt gestemd door spelers, leiders, en de scheidsrechters van de Noorse eerste Liga. Twee extra hoofdtoekenningen worden gegeven aan de Noorse voetbalspeler van het jaar (in de Eerste Liga of in het buitenland), en aan een persoon, of een team, die in tijd of in één enkel jaar iets speciaals in of voor het Noorse voetbal heeft gedaan. De toekenning is sinds 1990 toegekend. De eretoekenning van Kniksen wordt erkend als meest prestigieuze toekenning van het Noorse voetbal.